# Guilhem Guirado
Guirado (Céret, 17 de junio de 1986) es un jugador francés de rugby que se desempeña como Talonador que juega para el club RC Toulon de la Top 14.
En la temporada 2008/09 quedan primeros en la fase regular del Top 14 para más tarde proclamarse campeón al ganar en la final a Clermont

## Carrera
Guirado comienza su carrera profesional el 26 de agosto de 2006 cuando entra de reemplazo en un partido que enfrentaba a USA Perpignan contra ASM Clermont Auvergne y que perdió el equipo catalán por 25-12.
En la temporada 2008/09 USAP quedan primeros en la fase regular del Top 14 para más tarde proclamarse campeón al ganar en la final a Clermont por 22-13
En la temporada 2014 la USAP desciende de categoría en la última jornada y Guirado decide fichar por Toulon equipo con el que se proclama campeón de la Champions Cup 2015 al vencer a Clermont por 24-18

## Selección nacional
Hizo su debut con Francia en un partido que les enfrentaba contra Italia el 3 de septiembre de 2008 en el Torneo de las Seis Naciones 2008 y que el XV del gallo ganó por 25-13. Guirado fue entrando y saliendo de las convocatorias de la selección nacional pero entró en la lista de 30 hombres que fueron seleccionados por Francia para asistir a la Copa Mundial de Rugby de 2011.
En 2015 es seleccionado para formar parte de la selección francesa que participa en la Copa Mundial de Rugby de 2015. En la fase de grupos, anotó un ensayo en la victoria de su equipo sobre Canadá 41-18.
En enero de 2016 es nombrado capitán de la selección por el nuevo seleccionador Guy Novès
Al finalizar la copa del mundo de 2019 disputada en Japón, Guirado decide concluir su etapa como jugador de la selección de Francia.

## Palmarés y distinciones notables
- Campeón Top 14 2008-2009 (USAP)
- Campeón European Rugby Champions Cup 2014-2015 (Toulon)
- Capitán de la Selección de rugby de Francia (2016-2019)[5]